# Simulium clarkei
Simulium clarkei is een muggensoort uit de familie van de kriebelmuggen (Simuliidae). De wetenschappelijke naam van de soort is voor het eerst geldig gepubliceerd in 1969 door Stone and Snoddy.